# Emma (lutadora)
Tenille Averil Dashwood (nascido em 1 de março de 1989) é um lutadora profissional australiana. Dashwood está atualmente assinada com a WWE, onde se apresenta na marca SmackDown sob o nome de ringue Emma. Ela também competiu no circuito independente, pela Ring of Honor e pela Impact Wrestling, onde ela é uma ex-Campeã Mundial de Duplas de Knockouts da Impact. Ela foi a primeira lutadora australiana a assinar contrato com a WWE e esteve ativa entre 2012 e 2017 na divisão NXT, bem como na televisão Raw e SmackDown.
Ela começou a treinar wrestling na Austrália em 2003, quando tinha 13 anos. Em 2008 e 2011, Dashwood foi para o Canadá para treinar na Storm Wrestling Academy. Antes de assinar com a WWE, ela lutou na Austrália e na América do Norte no circuito independente para promoções como Elite Canadian Championship Wrestling e Shimmer Women Athletes sob o nome Tenille Tayla.

## Início de vida
Dashwood nasceu e cresceu em Boronia, Victoria, um subúrbio de Melbourne. Ela tem um irmão mais velho chamado Jake, que a apresentou ao wrestling profissional. Ela cita Stone Cold Steve Austin, Trish Stratus e Lita como suas inspirações no wrestling. Ela conheceu Dustin Rhodes em 1997 e, aos 13 anos em 2002, ela conheceu Stratus no WWE Global Warning Tour: Melbourne.

## Carreira na luta livre profissional

### Formação e início de carreira (2003–2011)
Dashwood foi apresentada ao wrestling por seu irmão mais velho, Jake, quando ela tinha cerca de oito anos. Ela se envolveu na cena de luta livre australiana e fez algum treinamento dos 13 aos 15 anos. Em 2005, Dashwood fez algumas aparições para a promoção de luta livre australiana Pro Wrestling Australia sob o nome de ringue Valentine. No entanto, dos 16 aos 18 anos, Dashwood se limitou a montar o ringue em eventos e ajudar depois de sofrer uma grave lesão no ombro. Em 2008, ela se mudou para Calgary, Alberta, Canadá, por alguns meses para treinar com Lance Storm na Storm Wrestling Academy.
No início de 2011, Dashwood retornou à Storm Wrestling Academy de Lance Storm para treinamento adicional, durante o qual ela se tornou uma das dez trainees apresentadas no reality show World of Hurt.
Dashwood retornou à Austrália em setembro de 2008 e lutou lá até fevereiro de 2009 para promoções como Wrestlerock e PWA Queensland.
Dashwood então viajou para os Estados Unidos, e fez sua estreia no ringue para a promoção feminina americana Shimmer Women Athletes em 2 de maio de 2009 no Volume 23 como Tenille Tayla, onde ela perdeu para Amber O'Neal. No Volume 25, Tenille derrotou Jetta do International Home Wrecking Crew, mas foi atacado pelo Crew após a partida. No Volume 26, Tenille perdeu para Rain, outro membro da tripulação. Rain e Jetta derrotaram Tenille e Jessie McKay no Volume 28. Tenille juntou-se a McKay novamente no Volume 36, quando elas desafiaram sem sucesso Portia Perez e Nicole Matthews pelo Campeonato de Duplas da Shimmer.
Dashwood fez sua estreia para a promoção de luta livre canadense Extreme Canadian Championship Wrestling (ECCW) em 22 de maio de 2009 sob seu nome real. Em 2009, Dashwood também lutou por outra promoção canadense, Prairie Wrestling Alliance, como Tenille Williams. Na luta de estreia de Dashwood pela ECCW, ela derrotou Nicole Matthews para ganhar uma chance pelo Campeonato SuperGirls, mas depois perdeu para a campeã Veronika Vice. Em 1 de agosto, Tenille derrotou Vice e Matthews em uma luta three-way para ganhar seu primeiro título ECCW Supergirls. Ao acumular defesas de títulos bem-sucedidas em partidas de simples contra Vice e Matthews, Tenille manteve o campeonato até 27 de novembro de 2009, quando perdeu de volta para Vice. No evento ECCW de 19 de março de 2010, Tenille derrotou Veronika Vice para recapturar o Campeonato Feminino da ECCW. Ela então fez defesas de título bem sucedidas contra Vice, Nicole Matthews e Lylah Lodge em partidas de simples, bem como contra Matthews e KC Spinelli em uma partida de três vias. Dashwood perdeu o título para Matthews em uma luta de mesas em 26 de outubro, e perdeu uma revanche para Matthews em dezembro de 2010.A última partida de Tenille na ECCW foi em 7 de maio de 2011, onde ela foi derrotada por Matthews.
Em 9 de julho de 2011, em um evento de Melbourne City Wrestling, Tenille teve sua última luta na Austrália antes de ir para a WWE, e foi derrotada por Shazza McKenzie.

### WWE

#### Florida Championship Wrestling (2011–2012)

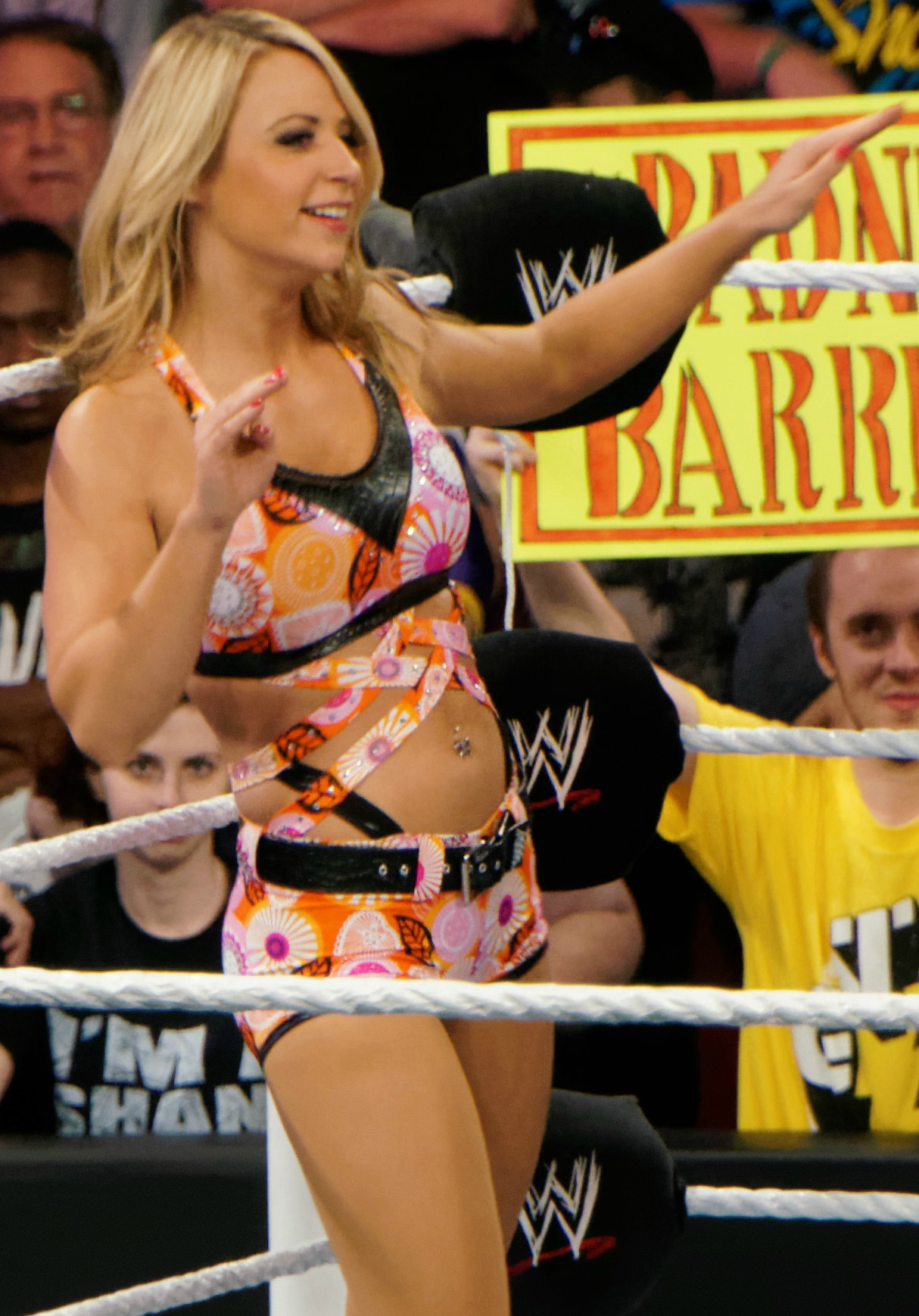
Como parte de seu personagem favorito dos fãs, Emma começou a realizar uma dança de assinatura cômica, como visto aqui

Em março de 2011, Shimmer anunciou que Dashwood havia assinado um contrato com a World Wrestling Entertainment (WWE). Em julho de 2011, Dashwood decidiu se submeter a uma cirurgia no ombro, o que lhe causou problemas ao longo de sua carreira. Após a cirurgia, ela se candidatou novamente e a empresa a contratou. Em junho de 2012, Dashwood mudou-se para Tampa, Flórida, e eventualmente se reportou ao território de desenvolvimento da WWE, Florida Championship Wrestling (FCW). Ela fez sua estreia no ringue da FCW em 1º de agosto, participando de uma batalha real. Em agosto de 2012, Dashwood revelou Emma como seu novo nome de ringue.

#### NXT (2012–2014)
A WWE passou a renomear FCW para NXT em agosto de 2012. Emma fez sua estréia na televisão no episódio de 28 de novembro do NXT, onde competiu contra Audrey Marie em um combate perdido. Emma então estreou uma gimmick de uma dançarina desajeitada no episódio de 9 de janeiro de 2013 do NXT. A partir de abril, Emma começou a acumular vitórias sobre Bayley e Audrey Marie, tornando-se uma das lutadoras mais populares do NXT. No episódio de 26 de junho do NXT, Emma competiu no torneio do Campeonato Feminino do NXT para coroar a campeã inaugural. Ela derrotou Aksana na primeira rodada, e Summer Rae nas semifinais no episódio de 10 de julho do NXT, antes de perder para Paige nas finais no episódio de 24 de julho do NXT.
No episódio de 7 de agosto do NXT, Emma ganhou uma competição de dança contra Summer Rae para se tornar a candidata número um ao Campeonato Feminino do NXT, mas Rae então a atacou para iniciar uma rivalidade. Nos meses seguintes, Emma se juntou a Paige para rivalizar com Rae e Sasha Banks, conhecidas coletivamente como Beautiful Fierce Females (BFFs). No episódio de 18 de dezembro do NXT, Emma foi desafiada por Natalya pela chance de Emma no Campeonato Feminino do NXT, que foi contestado no episódio de 1 de janeiro de 2014 do NXT, no qual Emma foi vitoriosa. Em 27 de fevereiro no NXT Arrival, Emma recebeu sua luta pelo título contra Paige, mas não conseguiu conquistar o título. Depois que Paige foi destituída do campeonato em abril, Emma perdeu para Charlotte em um torneio para determinar a nova campeã. No episódio de 5 de junho do NXT, Emma e Paige salvaram Bayley de um ataque de Summer Rae, Sasha Banks e Charlotte. Em 12 de junho, Emma se uniu a Paige e Bayley para derrotar os BFFs.

#### Lista principal (2014–2015)
Em 13 de janeiro de 2014 no episódio do Raw, Emma fez sua primeira aparição no plantel principal quando a WWE reconheceu sua aparição entre o público ao vivo. Sua aparição fez dela a primeira mulher australiana a estrear na televisão da WWE. Emma continuou a aparecer na multidão no Raw e SmackDown naquele mês, com tensões se desenvolvendo entre ela e Summer Rae.
No episódio de 3 de fevereiro do Raw, Emma foi convidada a entrar no ringue por Santino Marella para participar de uma dança contra Rae, que Emma venceu por votação dos fãs. Nas semanas seguintes, a briga entre Emma e Rae continuou, e Emma finalmente começou a provocar um relacionamento na tela com Marella. Emma e Rae se enfrentaram em uma luta no Raw de 24 de fevereiro, na qual Emma foi vitoriosa. Isso levou a uma luta de duplas mistas contra Rae e Fandango no episódio de 3 de março do Raw, que Emma e Marella venceram. No episódio de 25 de março do Main Event, Emma se juntou com Natalya, The Funkadactyls (Cameron e Naomi) e Eva Marie em um combate perdido para a equipe de Rae, Alicia Fox, Aksana, Layla e Tamina Snuka. No episódio de 27 de março de Superstars, Emma mais uma vez derrotou Rae por submissão. Em 6 de abril, Emma fez sua estreia na WrestleMania, competindo na WrestleMania XXX no 14-Diva "Vickie Guerrero Invitational match" pelo Campeonato das Divas, que foi vencido pela atual campeã AJ Lee. Na noite seguinte no Raw, Emma e Marella mais uma vez derrotaram Rae e Fandango em uma luta de duplas mistas, com Emma fazendo Rae finalizar. No episódio seguinte do SmackDown, Emma começou uma rivalidade com Layla, quando ela substituiu Summer Rae como parceira de dança e manobrista de Fandango. Isso levou Emma a usar o finalizador de Marella, o Cobra Strike, mais tarde apelidando-o de Ven-Emma, para derrotar Layla no Raw de 21 de abril. No início de julho, a aliança de Emma com Marella terminou depois que ele anunciou sua aposentadoria legítima da competição no ringue.
Ao longo do ano, Emma acumulou vitórias sobre Cameron e Alicia Fox, mas também perdeu para elas, e para nomes como Nikki Bella, Summer Rae e Paige. Em novembro, no Survivor Series, Emma participou de uma luta de duplas de eliminação de quatro contra quatro, onde ela eliminou Summer Rae antes que sua equipe vencesse a luta com uma raspagem limpa. Ao retornar ao NXT no início de 2015, Emma competiu em várias lutas no elenco principal, incluindo uma batalha real para determinar o desafiante número um para o Campeonato da Divas, que foi vencido por Paige.

#### Retorno ao NXT (2015–2016)
No episódio de 28 de janeiro de 2015 do NXT, Emma anunciou que retornaria ao NXT, afirmando que seu mandato na lista principal não estava funcionando. Na semana seguinte no NXT, Emma foi derrotada por Carmella em sua luta de retorno. Em março, Emma virou heel depois de criticar Bayley em um segmento de bastidores, o que levou a uma luta entre as duas no episódio de 1º de abril no NXT, no qual Emma foi derrotada. Emma continuou sua rivalidade com Bayley, quando ela forneceu uma distração durante a partida de Bayley com Dana Brooke, garantindo a vitória de Brooke e formando uma aliança com ela no processo. No episódio de 6 de maio do NXT, depois que Emma foi derrotada por Charlotte e depois atacada por Bayley, uma luta de duplas foi feita entre Emma e Brooke e Bayley e Charlotte no NXT TakeOver: Unstoppable, que Emma e Brooke perderam. No episódio de 27 de maio do NXT, Emma derrotou Bayley, e após a luta, Emma e Brooke atacaram Bayley e Charlotte.
Com sua nova direção heel, Emma precedeu seu finalizador, o Emma-Lock (Muta lock, por um puxão de cabelo nas costas do oponente) Emma terminou sua rivalidade com Bayley quando esta voltou de lesão em meados de julho e derrotou Emma. No episódio de 26 de agosto do NXT (que foi gravado no evento NXT TakeOver: Brooklyn), Emma venceu uma luta fatal four-way contra Becky Lynch, Charlotte e Dana Brooke. Em meados de setembro, Emma e Brooke se envolveram em uma rivalidade com a recém-chegada Asuka, e a confrontaram durante uma assinatura de contrato com William Regal, o que levou a uma luta entre Brooke e Asuka no NXT TakeOver: Respect em 7 de outubro, onde Emma foi atacada por Asuka depois de tentar interferir.
Ao longo de novembro, Emma começou a provocar Asuka, incluindo um ataque planejado por Emma e Brooke, que ocorreu no episódio de 25 de novembro do NXT, resultando em uma luta aclamada pela crítica entre ela e Asuka no evento NXT TakeOver: London em 16 de dezembro, que Emma perdeu, apesar da interferência de Brooke. No episódio de 13 de janeiro de 2016 do NXT, Emma competiu em uma battle royal, que foi vencida por Carmella. No episódio de 23 de março do NXT, Emma perdeu contra Asuka no evento principal, que acabou sendo sua última luta televisionada no NXT.

#### Retorno ao elenco principal e saída (2016–2017)

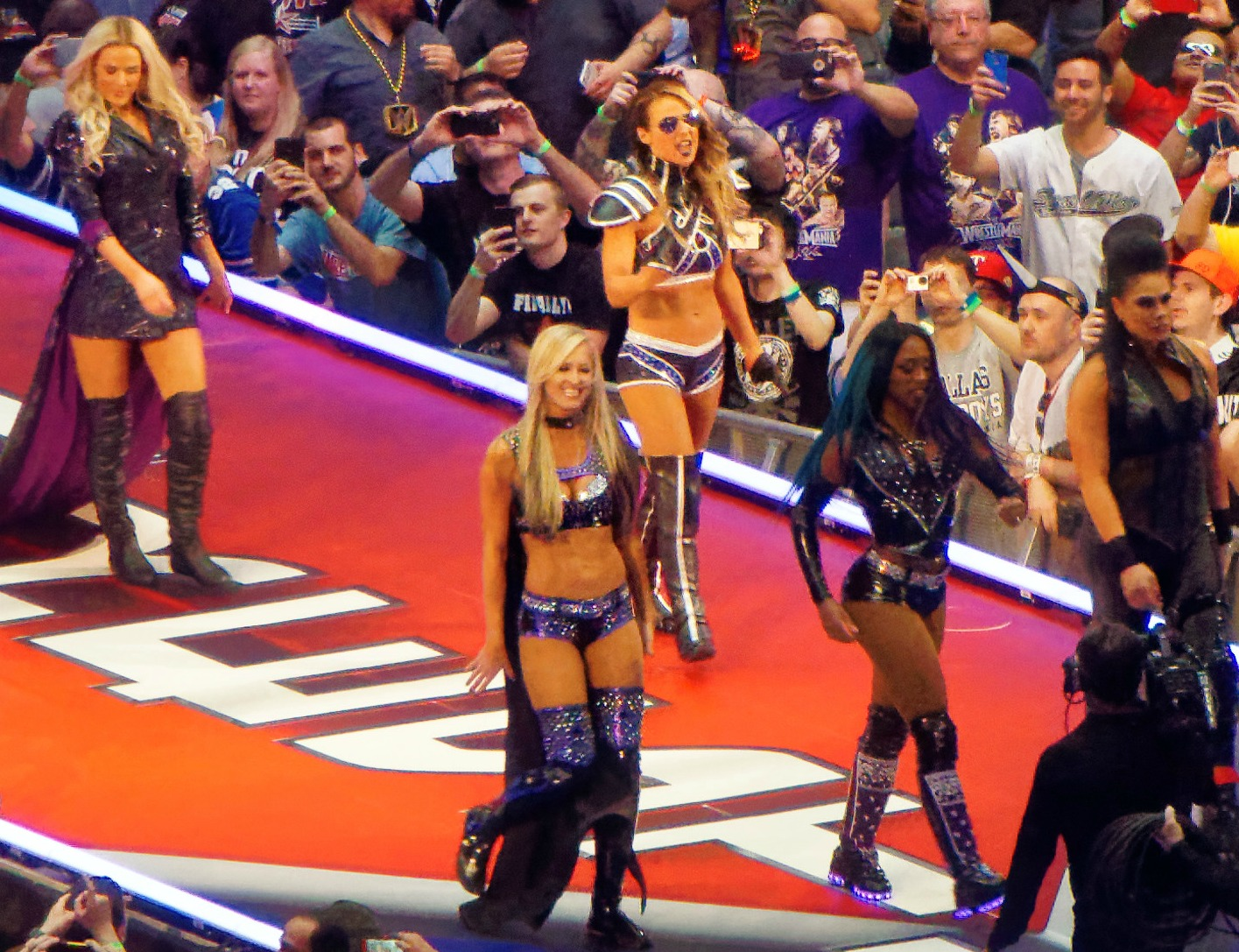
Emma (centro), junto com a equipe B.A.D. & Blonde, caminhando para o ringue antes de sua luta no evento WrestleMania 32 em abril de 2016

No episódio de 22 de março do Main Event, Emma fez seu retorno ao elenco principal ao lado de Summer Rae atacando Alicia Fox e Natalya durante uma partida entre Paige e Naomi, distraindo Paige e, posteriormente, alinhando-se com o Team B.A.D., Lana e Rae, após uma reconciliação entre Lana e Summer. Na semana seguinte, em sua luta de retorno, Emma derrotou Paige no Raw de 28 de março, depois de ser ajudada por Lana. Após a luta, ela junto com suas aliadas, atacou Brie Bella, Natalya, Alicia Fox e Paige, antes de Eva Marie limpar a área. Como resultado, uma luta de duplas de 10 Divas entre a equipe Total Divas (Brie, Fox, Natalya, Eva e Paige) e a recém-apelidada equipe B.A.D. & Blonde (Naomi, Tamina, Lana, Emma e Rae) foram anunciados para o pré-show da WrestleMania 32. No evento de 3 de abril, elas foram derrotados pelo time Total Divas depois que Naomi se submeteu a Brie Bella. Após a WrestleMania, Emma começou uma rivalidade com Becky Lynch, derrotando-a na competição de simples no Raw de 2 de maio. Na semana seguinte, Emma e a estreante Dana Brooke agrediram Lynch durante um segmento de bastidores.
Em 16 de maio, a WWE anunciou que Emma havia sofrido uma lesão nas costas durante um evento ao vivo que exigiria cirurgia, fazendo com que ela entrasse em hiato. No episódio de 3 de outubro de 2016 do Raw, uma vinheta de repackage foi mostrada, provocando uma "reforma de Emma para Emmalina". A WWE continuou a exibir as vinhetas de seu próximo retorno nas semanas seguintes. No final de 2016 e novamente no início de 2017, o jornalista Dave Meltzer descreveu as vinhetas como apenas uma piada interna e afirmou que "não há lugar pronto para ela" na televisão. Alegadamente, o truque de Emmalina foi descartado devido aos produtores da WWE sentirem que Dashwood não poderia tirar o personagem com a direção que eles gostariam de exibi-lo, o que seria um retrocesso para os gostos de Sable e The Kat. A personagem Emmalina apareceu pela primeira vez em 13 de fevereiro de 2017 no episódio do Raw, apenas para anunciar "a transformação de Emmalina para Emma".
Emma apareceu no episódio de 3 de abril do Raw como sua personagem vilã anterior. Ela se juntou com Charlotte Flair e Nia Jax contra Brooke, Sasha Banks e Bayley em um combate perdido. Em 7 de maio, Emma sofreu uma lesão no ombro em um evento ao vivo em Liverpool, Inglaterra. Emma fez seu retorno no Raw de 12 de junho em uma luta de duplas de seis mulheres, onde ela, Jax e Alexa Bliss foram derrotados por Banks, Brooke e Mickie James. No Raw de 4 de setembro, Emma se uniu a Jax para derrotar Bliss e Banks para ganhar vagas para ela e Jax na luta pelo Campeonato Feminino do Raw no No Mercy, sua primeira luta pay-per-view desde o Survivor Series de 2014. No evento, ela não teve sucesso depois que Bliss derrotou o retorno de Bayley.
No episódio de 9 de outubro do Raw, depois de confrontar o gerente geral Kurt Angle sobre quem enfrentaria a estreante Asuka, Emma derrotou Sasha Banks, Alicia Fox, Bayley e Dana Brooke em uma luta de eliminação para ganhar o direito de enfrentar Asuka no TLC: Tables, Ladders & Chairs, onde ela perdeu por finalização. Frustrada com sua perda, Emma desafiou Asuka para uma revanche. No Raw de 23 de outubro, Emma foi derrotada por Asuka, que seria sua luta final na WWE.
Em 29 de outubro de 2017, a WWE anunciou que Dashwood foi oficialmente liberada de seu contrato com a WWE.

### Circuito independente (2017–2020)
Em novembro de 2017, várias promoções independentes anunciaram que haviam contratado Dashwood para se apresentar em seus shows, começando em fevereiro de 2018. A estréia pós-WWE de Dashwood foi em 3 de fevereiro, liderando um evento WrestlePro no qual ela derrotou Angelina Love. De acordo com o jornalista Sean Ross Sapp, a aparição de Dashwood atraiu uma enorme multidão e elogios. As performances do circuito independente de Dashwood incluíram vitórias sobre Rachael Ellering em 11 de fevereiro, e Deonna Purrazzo em 2 de março de 2018.
Dashwood anunciou após sua cirurgia seu retorno ao wrestling para promoções independentes no final de julho de 2019.

### Ring of Honor (2018–2019)

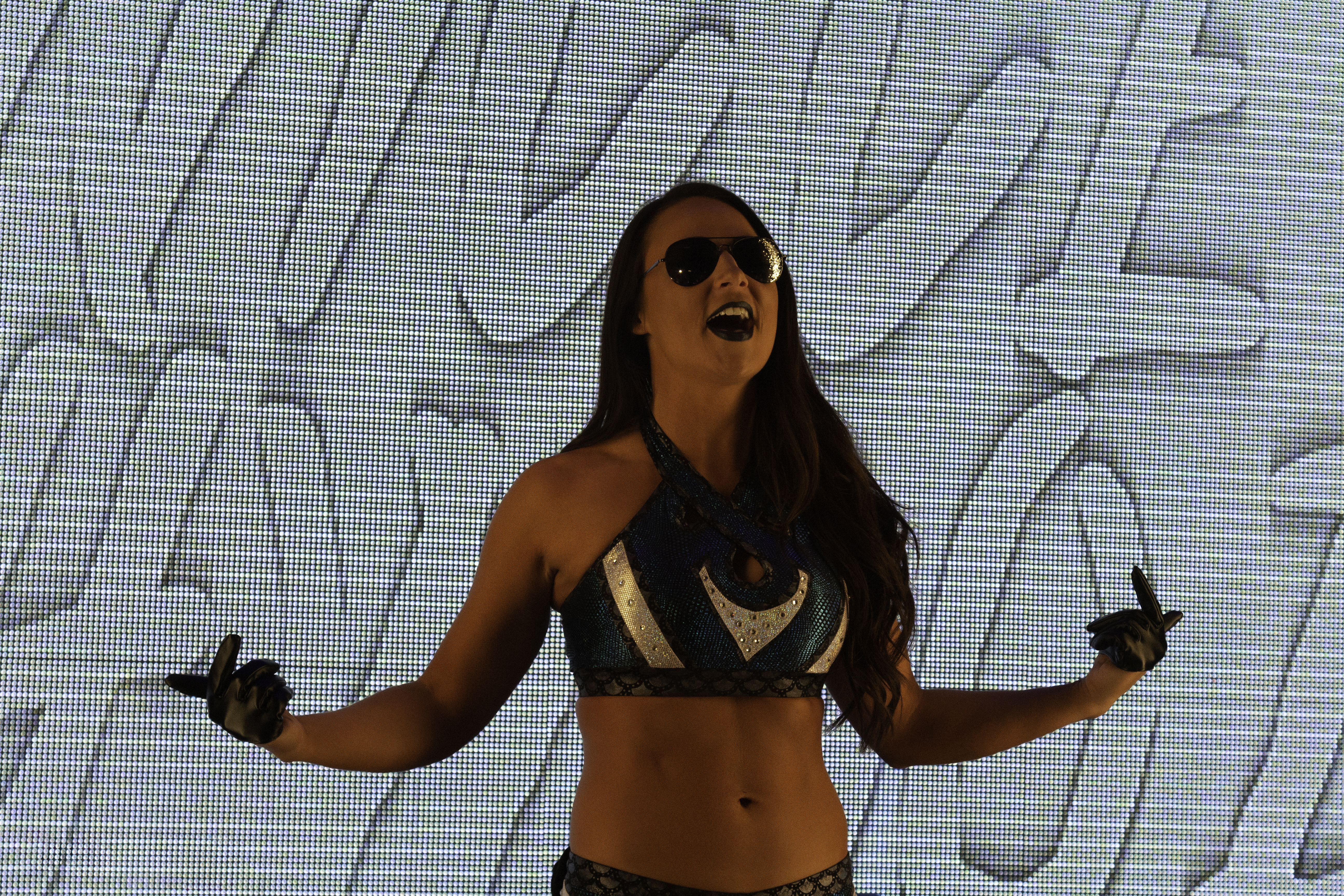
Dashwood fazendo sua entrada na turnê War of the Worlds da ROH e NJPW em maio de 2018

Em 9 de fevereiro de 2018, Dashwood estreou (sob seu nome verdadeiro) na Ring of Honor (ROH), em seu show Honor Reigns Supreme. Ela foi apresentada como a mais nova integrante da divisão Women of Honor da ROH e a 16ª e última participante do torneio da ROH para coroar a primeira Campeã Women of Honor da ROH. Mais tarde naquela noite, Dashwood se uniu a Mandy Leon, derrotando Kelly Klein e Stacy Shadows. Com seu novo nome de ringue, ela também renomeou alguns de seus movimentos de assinatura. O Dil-Emma tornou-se o Tarantula e o Emmamite Sandwich  tornou-se Taste of Tenille.
No ROH Manhattan Mayhem (março de 2018), Dashwood se uniu a Deonna Purrazzo em uma vitória sobre Jenny Rose e Sumie Sakai. Na primeira rodada do torneio Campeonato Women of Honor, Dashwood derrotou Stacy Shadows. Ela derrotou Brandi Rhodes na segunda rodada no ROH 16th Anniversary Show. Sumie Sakai então derrotou Dashwood nas semifinais e venceu o torneio e o campeonato no Supercard of Honor XII da ROH em 7 de abril de 2018.
No State of the Art da ROH, em 17 de junho, Dashwood derrotou Thunder Rosa. No ROH Best in the World PPV ela venceu sua luta de duplas junto com Sumie Sakai, Jenny Rose e Mayu Iwatani. Em Death Before Dishonor XVI, Dashwood desafiou sem sucesso Sakai pelo Campeonato Women of Honor. Nos bastidores, após a partida, Dashwood foi atacada e ferida, a identidade do atacante permaneceu desconhecida. O pano de fundo da história da lesão era que Dashwood precisava de tempo para se recuperar de um surto de corpo inteiro de uma doença autoimune e uma luxação, lábio rasgado e fratura do ombro, para o qual era necessária uma cirurgia. A Ring of Honor anunciou que continuará trabalhando com a empresa durante seu período de recuperação. Em um episódio de TV da ROH em abril de 2019, Bully Ray colocou Dashwood nos bastidores através de uma mesa, um enredo para escrevê-la da ROH.

### Impact Wrestling (2019–2022)

#### Perseguições ao campeonato (2019–2020)
Em 29 de julho de 2019, o Impact Wrestling anunciou no Twitter que Dashwood havia assinado com a empresa. Durante seu tempo com o Impact, Dashwood também lutou pela All Elite Wrestling (AEW) no All Out Buy In, participando do Casino Battle Royal feminino. Na edição de 30 de agosto de 2019 do Impact!, Dashwood fez sua estreia na TV com a empresa, confrontando a Campeã de Knockouts Taya Valkyrie antes de atacá-la na rampa de entrada. Dashwood venceu as seguintes lutas contra Kiera Hogan e Madison Rayne e desafiou Valkyrie pelo Campeonato de Nocautes. Valkyrie reteve contra Dashwood como campeã no Bound For Glory, terminando sua rivalidade. Dashwood venceu uma revanche contra Valkyrie no final de 2020, mas foi atacada por ela após a partida.
Após vários meses de hiato durante a pandemia do COVID-19, Dashwood retornou em 1º de setembro de 2020 do Impact! interrompendo o "Black Tie Affair" da campeã de nocautes Deonna Purrazzo, informando a Purrazzo que ela está indo atrás de seu campeonato. Em 22 de setembro no Impact!, Dashwood derrotou Jordynne Grace no evento principal, o episódio também empatou a maior audiência do ano para o Impact on AXS TV. Grace venceu a revanche na semana seguinte, resultando em uma luta final e vitória de Dashwood em 3 de outubro no Victory Road. No Bound for Glory, Dashwood competiu na luta Intergender Call Your Shot Gauntlet de 20 lutadores, que foi vencida por Rhino.[142]

### Retorno à WWE (2022–presente)
No episódio do SmackDown de 28 de outubro de 2022, Dashwood fez seu retorno surpresa à WWE pela primeira vez em quase 5 anos, sob seu antigo nome de ringue Emma, aceitando o desafio aberto de Ronda Rousey pelo Campeonato Feminino do SmackDown, onde ela não conseguiu vencer o título.

## In wrestling
- Finishing moves
  - Como Emma
    - Bridging inverted Indian deathlock
    - Emma Lock(Inverted STF)
    - Inverted DDT

  - Como Tenille Tayla / Tenille Williams
    - Running big boot
    - Inverted DDT
- Signature moves
  - Como Emma
    - Backslide
    - Cravate
    - Dragon screw
    - Front dropkick no rosto do oponente
    - Jacknife pin
    - Rope hung Boston crab
    - Running big boot
    - Running crossbody com oponente no corner
    - Single leg boston crab
    - Stinger splash

  - Como Tenille Tayla / Tenille Williams
    - Bridging inverted Indian deathlock
    - Roaring ElbowDiscus elbow smash
- Wrestlers de quem foi manager
  - Scotty Mac[3]
  - Carlo Cannon[3]
  - Stephen James[3]
  - Mr. Foxx[3]
  - Dylan Knight[3]
  - Dan Myers[3]
- Nicknames
  - "Valentine"[3]
- Entrance themes
  - "Feedback" por Janet Jackson[4] (Circuito independente)
  - "Short Term Memory" por Brian Randazzo (NXT)

## Campeonatos e realizações
- Extreme Canadian Championship Wrestling
  - ECCW Women's Supergirls Championship (2 vezes)[133]
- Pro Wrestling Alliance Queensland
  - Queen of the Warriors (2009)[134]